# Richtingsveld

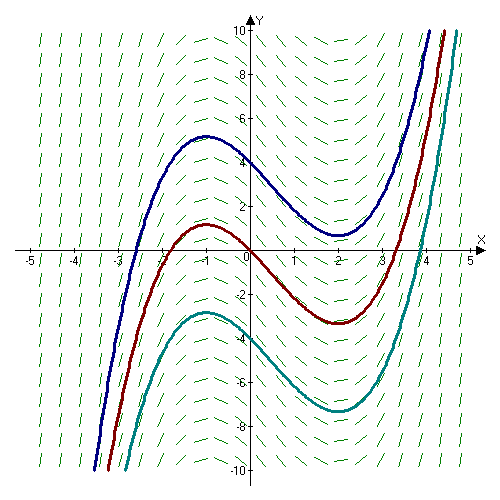
Het richtingsveld van, met als algemene oplossing:. De blauwe, rode en turquoise lijnen staan respectievelijk voor de oplossingen met C=4, C=0 en C=-4

In de wiskunde is een richtingsveld een ruimtelijke weergave van de richtingen van de oplossingen van een eerste-orde-differentiaalvergelijking. Een richtingsveld kan worden gemaakt zonder de differentiaalvergelijking analytisch op te lossen en is daarom nuttig als indicatie van de integraalkrommen. Een richtingsveld kan worden gebruikt om de oplossingen numeriek te benaderen en een grafische voorstelling van het richtingsveld kan de oplossingen kwalitatief visualiseren. 

## Definitie
De eerste-orde-differentiaalvergelijking
{\displaystyle {\frac {\mathrm {d} y}{\mathrm {d} x}}=f(x,y)}
geeft voor elke waarde van {\displaystyle x} en {\displaystyle y} de helling van de raaklijn aan de integraalkromme in dat punt. Het richtingsveld wordt gegeven door aan elk punt {\displaystyle (x,y)} een vector met helling {\displaystyle f(x,y)} toe te voegen. Men kiest daarvoor de vector {\displaystyle (1,f(x,y))} of de genormeerde versie daarvan.
Voor een stelsel eerste-orde-differentiaalvergelijkingen
{\displaystyle {\frac {{\rm {d}}x_{1}}{{\rm {d}}t}}=f_{1}(x_{1},x_{2},\ldots ,x_{n})}
{\displaystyle {\frac {{\rm {d}}x_{2}}{{\rm {d}}t}}=f_{2}(x_{1},x_{2},\ldots ,x_{n})}
{\displaystyle \dots }
{\displaystyle {\frac {{\rm {d}}x_{n}}{{\rm {d}}t}}=f_{n}(x_{1},x_{2},\ldots ,x_{n})}
is het richtingsveld een array van hellingsmarkeringen in de faseruimte (in elk willekeurig aantal dimensies, afhankelijk van het aantal relevante variabelen;  bijvoorbeeld, twee in het geval van een eerste-orde lineaire gewone differentiaalvergelijking, zoals in het plaatje rechts te zien is.) Elke hellingsmarkering is gecentreerd op een punt {\displaystyle x=(x_{1},x_{2},\ldots ,x_{n})} en loopt parallel aan de vector {\displaystyle (1,f_{1}(x),f_{2}(x),\ldots ,f_{n}(x)).}
Het aantal, de positie en lengte van de hellingmarkeringen kunnen willekeurig zijn. De posities worden meestal gekozen als {\displaystyle (x_{1},x_{2},\ldots ,x_{n})=(a_{1}\Delta x_{1},a_{2}\Delta x_{2},\ldots ,a_{n}\Delta x_{n})}  voor willekeurige (maar meestal gelijke) {\displaystyle \Delta x_{i}} en voor alle gehele getallen {\displaystyle a_{i}}, die punten binnen de gekozen {\displaystyle x_{i}} intervallen produceren. De lengte van de hellingsmarkeringen is meestal geheel uniform en unitair of niet groter dan de kleinste van {\displaystyle \Delta x_{i}}.

## Definitie, onafhankelijk van differentiaalvergelijkingen
In de differentiaalvergelijkingen hierboven zijn alleen de rechterleden van belang voor de bepaling van het richtingsveld; vandaar de volgende, algemenere definitie:
Zij {\displaystyle U} een open deelverzameling van de {\displaystyle n}-dimensionale euclidische ruimte. Een richtingsveld op {\displaystyle U} is een afbeelding die met elk punt {\displaystyle x} van {\displaystyle U} een rechte door {\displaystyle x} associeert.
Deze definitie omvat het eerdere geval door met ieder punt {\displaystyle x} in {\displaystyle n+1} dimensies de rechte te associëren die door {\displaystyle x} gaat met richtingsgetallen {\displaystyle (1,f_{1}(x),\ldots ,f_{n}(x)).}
Een integraalkromme van het richtingsveld is een differentieerbare kromme waarvan de raaklijn in ieder punt samenvalt met het richtingsveld in dat punt.